# Elmer Holt
Elmer William Holt (14 de outubro de 1884, Savannah, Missouri - 1 de março de 1945) foi o décimo governador de Montana de 1935 a 1937.